# Cmentarz wojenny nr 395 – Karniów
Cmentarz wojenny nr 395 – Karniów – austriacki cmentarz wojenny z okresu I wojny światowej wybudowany przez Oddział Grobów Wojennych C. i K. Komendantury Wojskowej w Krakowie i znajdujący się na terenie jego okręgu XI Twierdza Kraków.
Znajduje się na północny wschód od Krakowa w gminie Kocmyrzów-Luborzyca, na terenie miejscowości Karniów. Mały cmentarz i pomnik wybudowano w centrum wsi, obok drogi z Kocmyrzowa do Igołomi.
Pochowano na nim 10 żołnierzy austro-węgierskich, z których dwóch jest znanych z nazwiska. Polegli 18 listopada 1914 roku.
Na pomniku znajduje się tablica z zatartym prawie napisem:
1914

KU CZCI ŻOŁNIERZOM

POLEGŁYM ZA WOLNOŚĆ

I OJCZYZNĘ

Cmentarz projektował Hans Mayr, ale obecny wygląd znacznie odbiega od pierwotnego i jest efektem przebudowy w latach dwudziestych XX wieku.

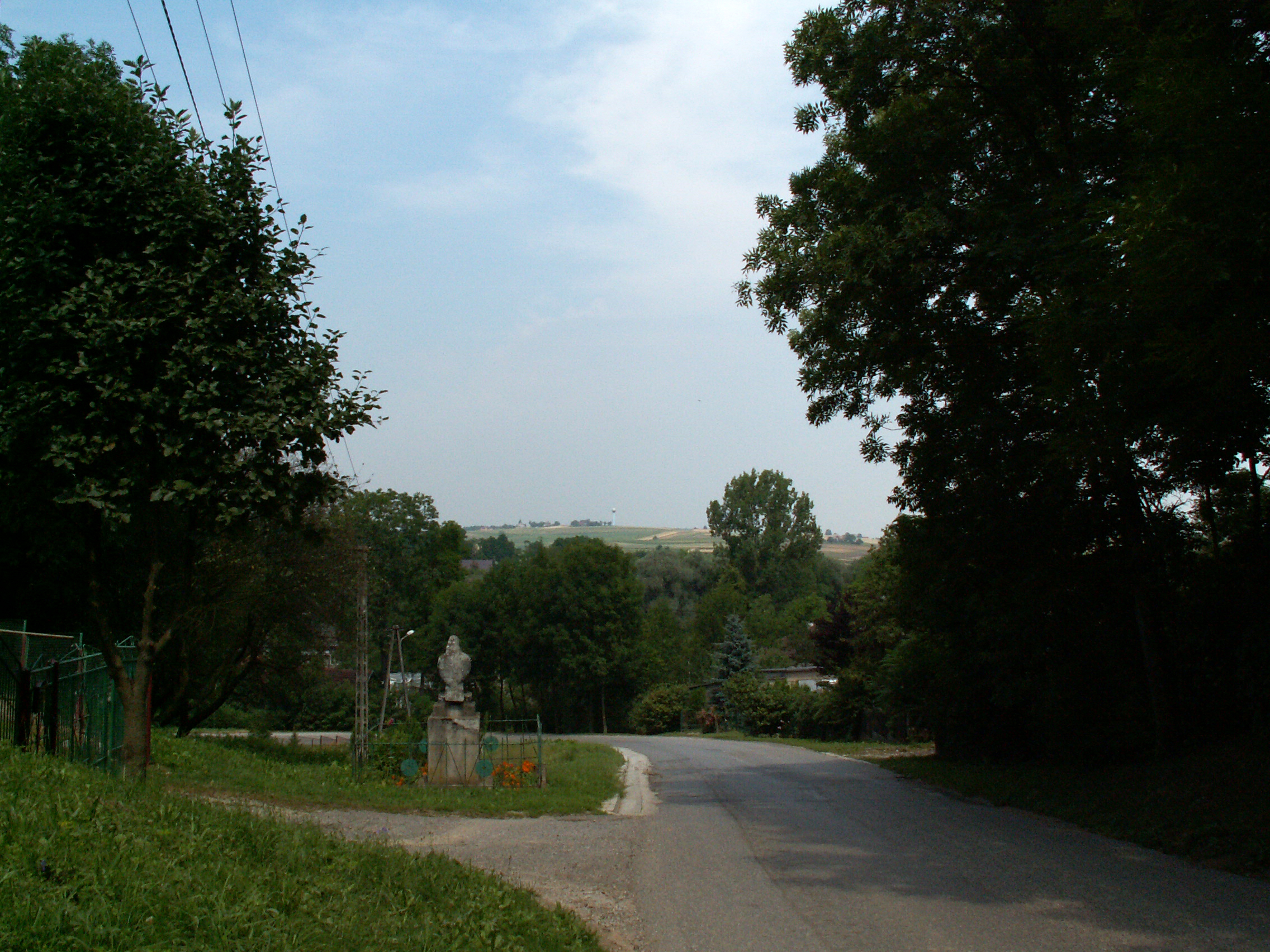
Widok ogólny
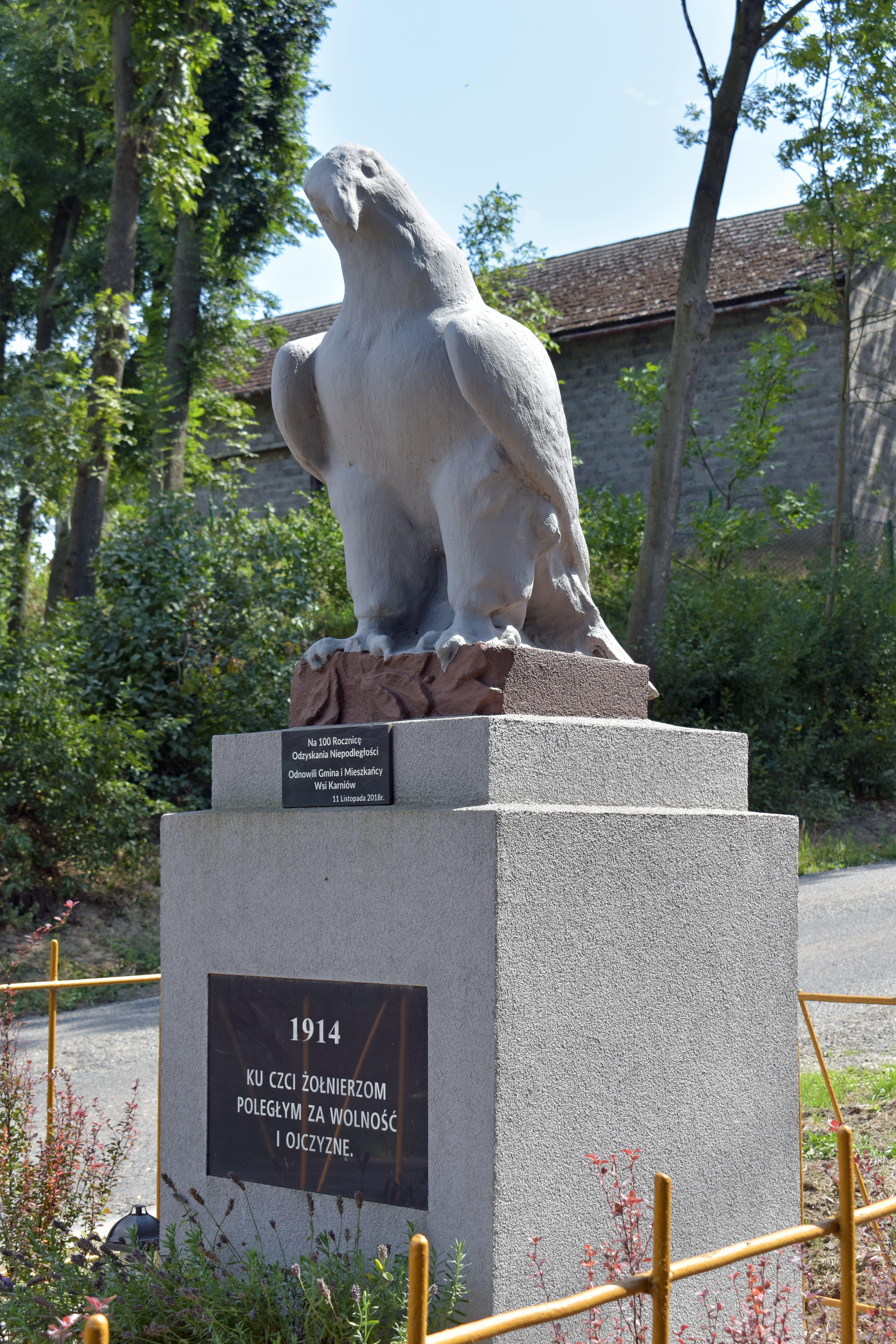
Pomnik